# 山梨学院生涯学習センター

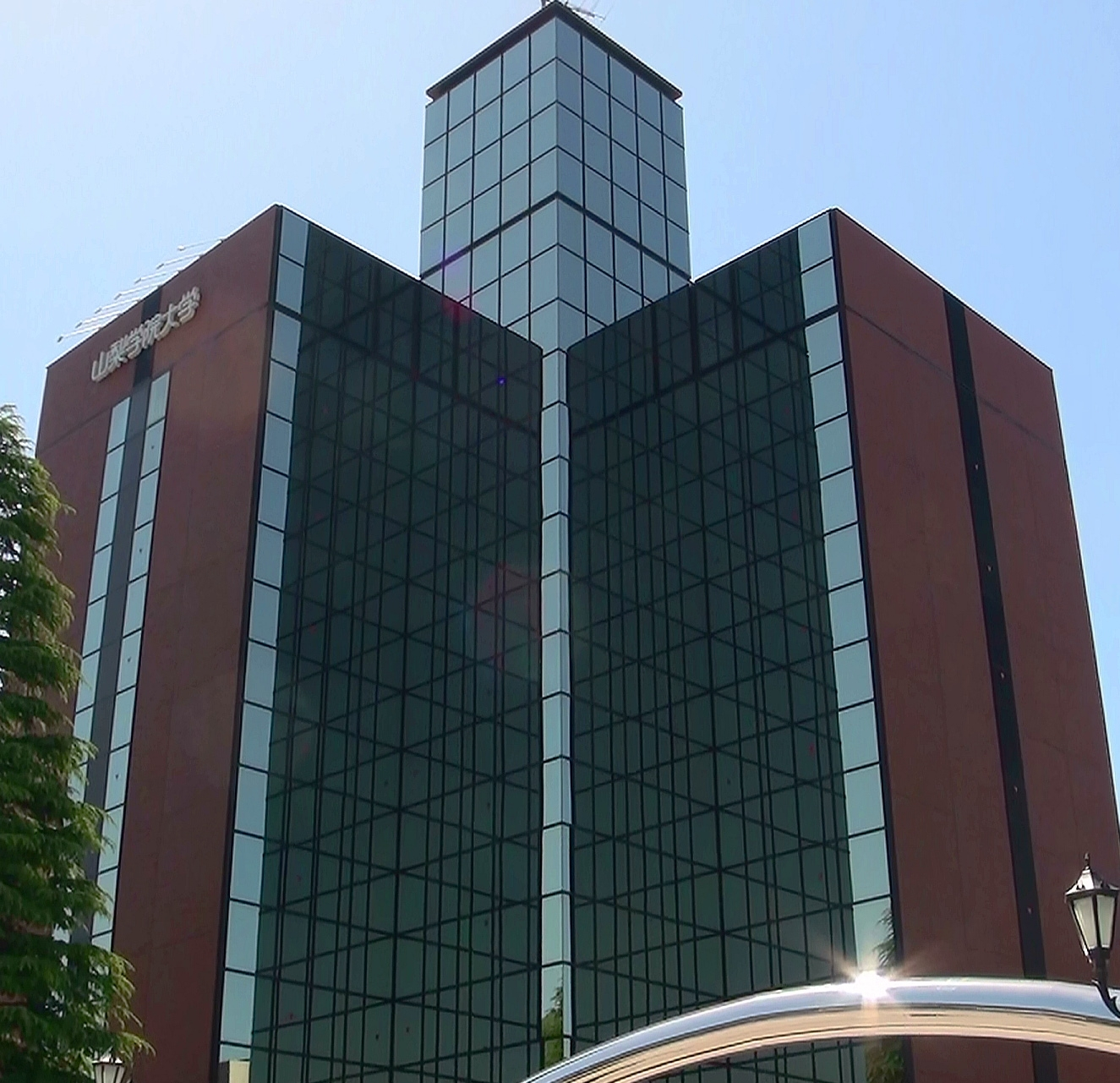
山梨学院生涯学習センターがあるクリスタルタワー

山梨学院生涯学習センター（やまなしがくいんしょうがいがくしゅうセンター、英名："Yamanashi Gakuin Center of University Lifelong Learning Activities"）は、学校法人山梨学院が運営していた生涯学習事業である。
地域に根ざす生涯学習の拠点として、同法人のあらゆる教育的資源を一般に開放、活用して、学習者の調査研究や自己啓発を支援し、地域社会の産業・福祉・教育・文化の発展に加え、市民の学習活動及び、その援助活動のあり方についての研究を行うことを目的としていた。

## 概要
山梨学院大学及び山梨学院短期大学は、従来より一般市民を対象とした公開講座、講演会、シンポジウムなどを行ってきたが、これは大学が立地するコミュニティの文化の向上や、住民の学習活動の発展に貢献しなければならないという学長の方針に基づき、同学校法人の各部局が積極的に取り組んできたものであった。これらの取り組みを更に前進させ、より総合的、組織的に事業を展開する目的から、1992年4月、山梨学院生涯学習センター"準備室"が開設され、関係機関での準備連携が図られ、1994年4月から名称の"準備室"を取り、"山梨学院生涯学習センター"と正式に改称され本格的に始動した。
2003年、山梨学院生涯学習センター創設10周年記念フォーラムを開催。
2021年3月、学内の教育・研究事業の見直しに伴い廃止。

## 組織
山梨学院生涯学習センターは『生涯学習部』と、『地域福祉サービス研究部』の2組織から構成される。

### 生涯学習部
- 生涯学習センター長：活動全体を統括し、センターを代表する。
- 運営委員会：事業の計画及び運営に関する事項を審議し、センター業務に協力する。
- 生涯学習センター研究員会議：目的を遂行するために必要な研究活動を行う。
- 事務局：センター活動に関わる事務を行う。

### 地域福祉サービス研究部
- 地域福祉サービス研究部、愛称シリウス：山梨県内の認可保育園を対象とした評価を行う、福祉サービス第三者評価機関である。

## 講座
山梨学院生涯学習センターで実施されている講座は、主に山梨県の地域性を主体にしたもので構成されており、数年間にわたり継続して開かれる講座と、タイムリーな事象を対象にした単発の講座がある。
年間を通じ、さまざまな講座が開催されており、地域に根ざした研究、学習が行われている。中でもやまなし学研究と呼ばれる講座では、山梨について多様な観点から批判的に分析検討し、現時点での課題や今後の可能性を再認識することを目的とした講座で、一般市民だけでなく、同大学（学部教育）の在校生が「総合基礎教科科目（2単位）」として受講することも可能で、学生と社会人が共に学ぶ講座となっている。これまで行われた講座は「山梨の将来」、「甲斐の国人物伝」、「山梨のエコロジーとエコノミー」、「山梨の農と食」など地域色豊かなもので、他の講座でも「山梨のワイン」、山梨の山岳をテーマとする「山の博覧会」、大学所在地（甲府市酒折）に伝わる日本武尊伝承に関連する連歌をテーマとした「酒折連歌講座」など、地域住民とのコラボレーションを通じた、さまざまな活動が行われている。

## その他
- 大学キャンパス内にあるコミュニティ放送局エフエム甲府と連携し、「生涯学習の時間」と題した番組が制作されている。
- キャッチフレーズは「地域に、地域とともに、そして地球社会へ」。